# 普斯陶劳德瓦尼
普斯陶劳德瓦尼，是匈牙利包尔绍德-奥包乌伊-曾普伦州所辖的一个村。总面积7.18平方公里，总人口254，人口密度35.4人/平方公里（2011年1月1日）。